# دوگا رسا
دوگا ر ِسا (به کرواتی: Duga Resa) شهری در کارلوواک کشور کرواسی است که جمعیت آن در سال ۲۰۱۱ میلادی ۱۱٬۱۹۳ نفر بوده‌است.